# Чжоу Юйпин
Чжо́у Юйпи́н (кит. 周育萍, пиньинь Zhōu Yùpíng, 22 февраля 1972) — тайваньская дзюдоистка суперлёгкой и полулёгкой весовых категорий, выступала за сборную Китайского Тайбэя в конце 1980-х — начале 1990-х годов. Участница летних Олимпийских игр в Сеуле, обладательница бронзовой медали чемпионата мира, бронзовая призёрша чемпионата Азии, победительница многих турниров национального и международного значения.

## Биография
Чжоу Юйпин родилась 22 февраля 1972 года. Впервые заявила о себе в сезоне 1986 года, в возрасте четырнадцати лет выступила в суперлёгком весе на женском чемпионате мира в голландском городе Маастрихт и сумела дойти до стадии четвертьфиналов — потерпела поражение от титулованной британской дзюдоистки Карен Бриггс (в утешительных поединках за третье место уступила китаянке Ли Чжунъюнь).
Первого серьёзного успеха на взрослом международном уровне добилась в 1987 году, когда попала в основной состав тайваньской национальной сборной и побывала на мировом первенстве в немецком Эссене, откуда привезла награду бронзового достоинства, выигранную в суперлёгкой весовой категории — единственное поражение потерпела здесь в четвертьфинале от японки Фумико Эдзаки. Благодаря череде удачных выступлений удостоилась права защищать честь страны на летних Олимпийских играх 1988 года в Сеуле, хотя женское дзюдо было представлено здесь только лишь в качестве показательного вида спорта. Попасть в число призёров, при всём при том, не смогла, на стадии четвертьфиналов проиграла кореянке Чо Мин Сон, будущей олимпийской чемпионке и двукратной чемпионке мира.
После сеульской Олимпиады Чжоу осталась в основном составе дзюдоистской команды Тайваня и продолжила принимать участие в крупнейших международных турнирах. Так, в 1989 году в полулёгком весе она выступила на чемпионате мира в Белграде и заняла там пятое место, проиграв британке Шэрон Рендл и в утешительных поединках своей давней сопернице кореянке Чо Мин Сон. Год спустя в том же весовом дивизионе завоевала бронзовую медаль на юниорском чемпионате мира во французском Дижоне, ещё через год получила бронзу на азиатском первенстве в Осаке и дошла до четвертьфинала на первенстве мира в Барселоне, где потерпела поражение от той же Шэрон Рендл. Через некоторое время после этих соревнований приняла решение завершить карьеру.